# 3152 Jones
3152 Jones este un asteroid din centura principală, descoperit pe 7 iunie 1983 de Alan Gilmore și Pamela Kilmartin.